# Reuil
Reuil korábbi község Franciaországban, Marne megyében. Lakosainak száma 280 fő (2019. január 1.). Reuil Villers-sous-Châtillon, Binson-et-Orquigny, Boursault, Œuilly és Venteuil községekkel határos.
2023. január 1-jén Binson-et-Orquigny és Villers-sous-Châtillon korábbi községgel egyesült és az így létrejött Cœur-de-la-Vallée új község része lett.

## Népesség
A település népessége az elmúlt években az alábbi módon változott:
| Lakosok száma | 293  | 278  | 299  | 305  | 305  | 295  | 288  | 301  | 278  | 280  |
|               | 1968 | 1975 | 1990 | 1999 | 2006 | 2013 | 2015 | 2016 | 2018 | 2019 |